# La moglie ingenua e il marito malato
Pour plus de détails, voir Fiche technique et Distribution.
La moglie ingenua e il marito malato est un téléfilm réalisé par Mario Monicelli, diffusé en 1989. Le scénario s'inspire du roman homonyme (it) d’Achille Campanile, publié en 1941. Le téléfilm fait partie du cycle Amori, produit pour Canale 5.

## Synopsis
Un voleur pris la main dans le sac raconte au propriétaire qu'il cambriolait un fait très étrange qui lui est arrivé.

## Fiche technique
- Titre original en italien : La moglie ingenua e il marito malato
- Réalisation : Mario Monicelli
- Scénario : Suso Cecchi D'Amico d'après Achille Campanile
- Production : Renato Camarda, pour Reteitalia, Canale 5
- Photographie : Tonino Nardi
- Montage : Ruggero Mastroianni
- Musique : Nicola Piovani
- Décors : Enrico Fiorentini
- Costumes : Lina Nerli Taviani
- Genre : Drame
- Durée : 57 min
- Année de première diffusion : 1989

## Distribution
- Fernando Rey : professeur Silvio Rune
- Stefania Sandrelli : Jolanda Kador
- Carlo Giuffré : voleur
- Galeazzo Benti : propriétaire
- Cinzia Leone : Luisa
- Biancamaria Lelli : Adele
- Geoffrey Copleston : locataire
- Paolo Bonacelli : Carl Rune
- Diego Abatantuono : détective privé “signorina Moller”
- Roberto Della Casa: docteur